# Nissan Altima
| Sterne im US-NCAP-Crashtest | 4 Sterne im US-NCAP-Crashtest |

Der Nissan Altima ist ein seit 1992 in mehreren Generationen in den USA hergestelltes, hauptsächlich in Nordamerika verkauftes Mittelklassemodell des japanischen Automobilherstellers Nissan.
Im nordamerikanischen Nissan-Programm nimmt der Altima eine Stellung zwischen dem Nissan Sentra und dem Nissan Maxima ein und war der Nachfolger des dortigen Nissan Stanza.

## Nissan Altima, U13 (1992–1997)
Die erste Generation des Altima, anfangs offiziell Nissan Stanza Altima genannt, war eine viertürige, 4,60 Meter lange Frontantriebs-Limousine, die technisch mit dem Nissan Bluebird U13 verwandt war, allerdings über eine ganz eigene, in Nissans kalifornischem Designstudio gezeichnete Karosserie verfügte. Angetrieben wurde der Altima von einem 2,4 Liter großen Reihenvierzylinder, der 112 kW/152 PS leistete und seine Kraft über ein Fünfgang-Schaltgetriebe oder eine Viergangautomatik übertrug. Die Ausstattungsstufen trugen die Bezeichnungen XE, GXE, SE und GLE.

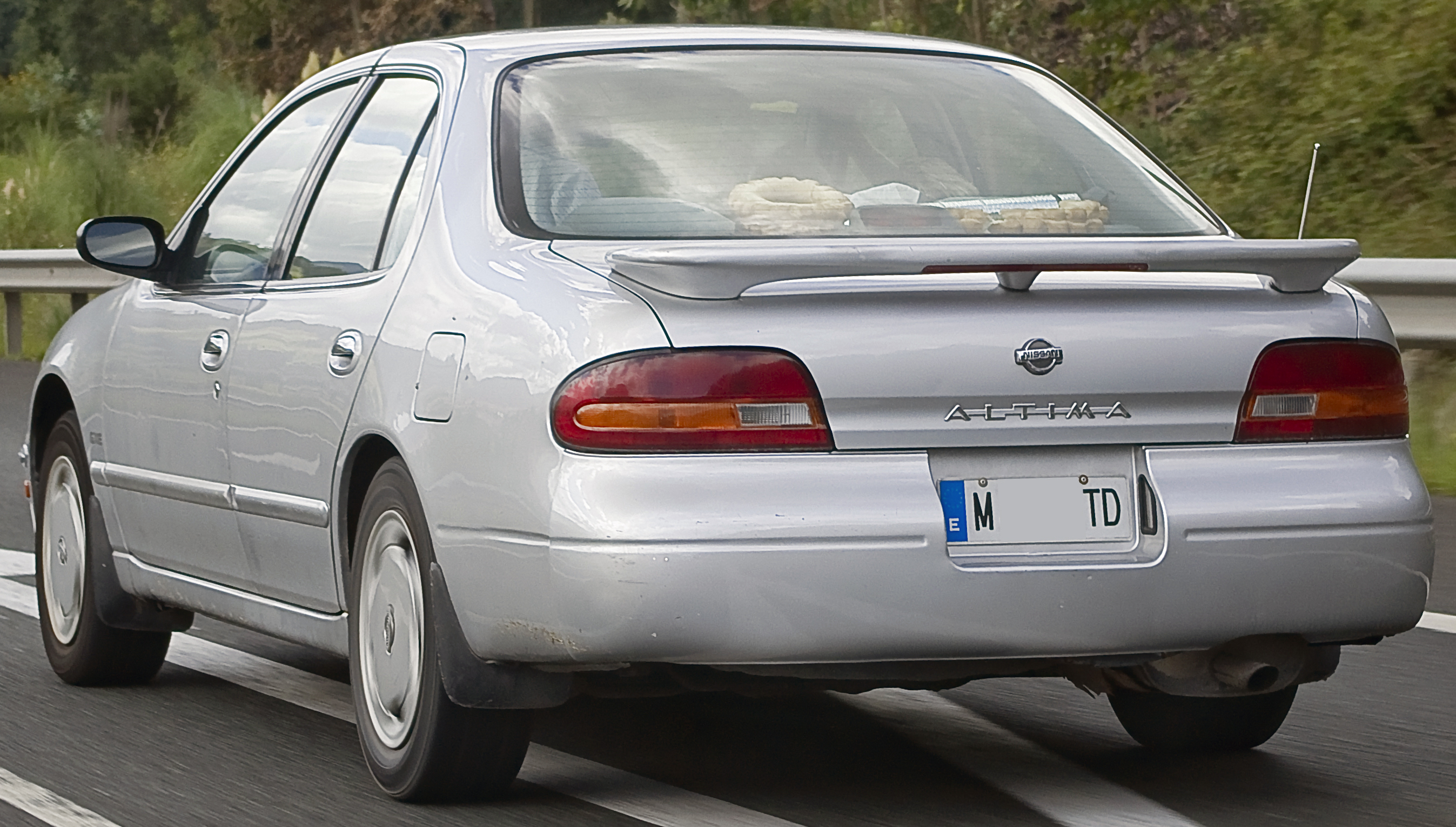
Heckansicht
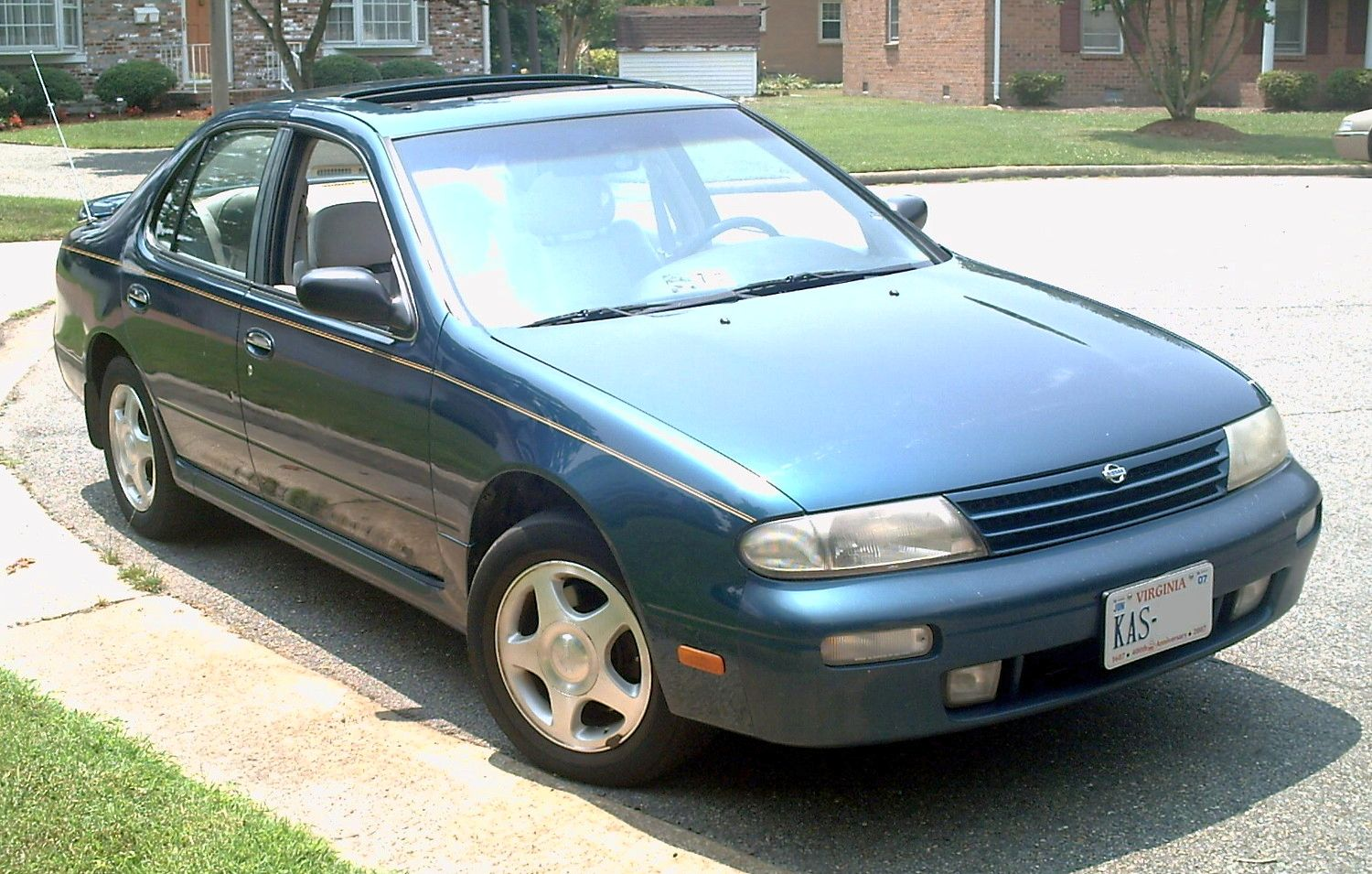
Nissan Altima (1995–1997)

## Nissan Altima, L30 (1997–2001)
Der Altima der zweiten Generation entsprach technisch weitgehend dem Vorgänger, besaß aber eine neue, wieder in Kalifornien entworfene und mit 4,70 Meter etwas längere Karosserie. Zum Modelljahr 2000 wurde die Leistung des 2,4-Liters auf 116 kW/158 PS angehoben.

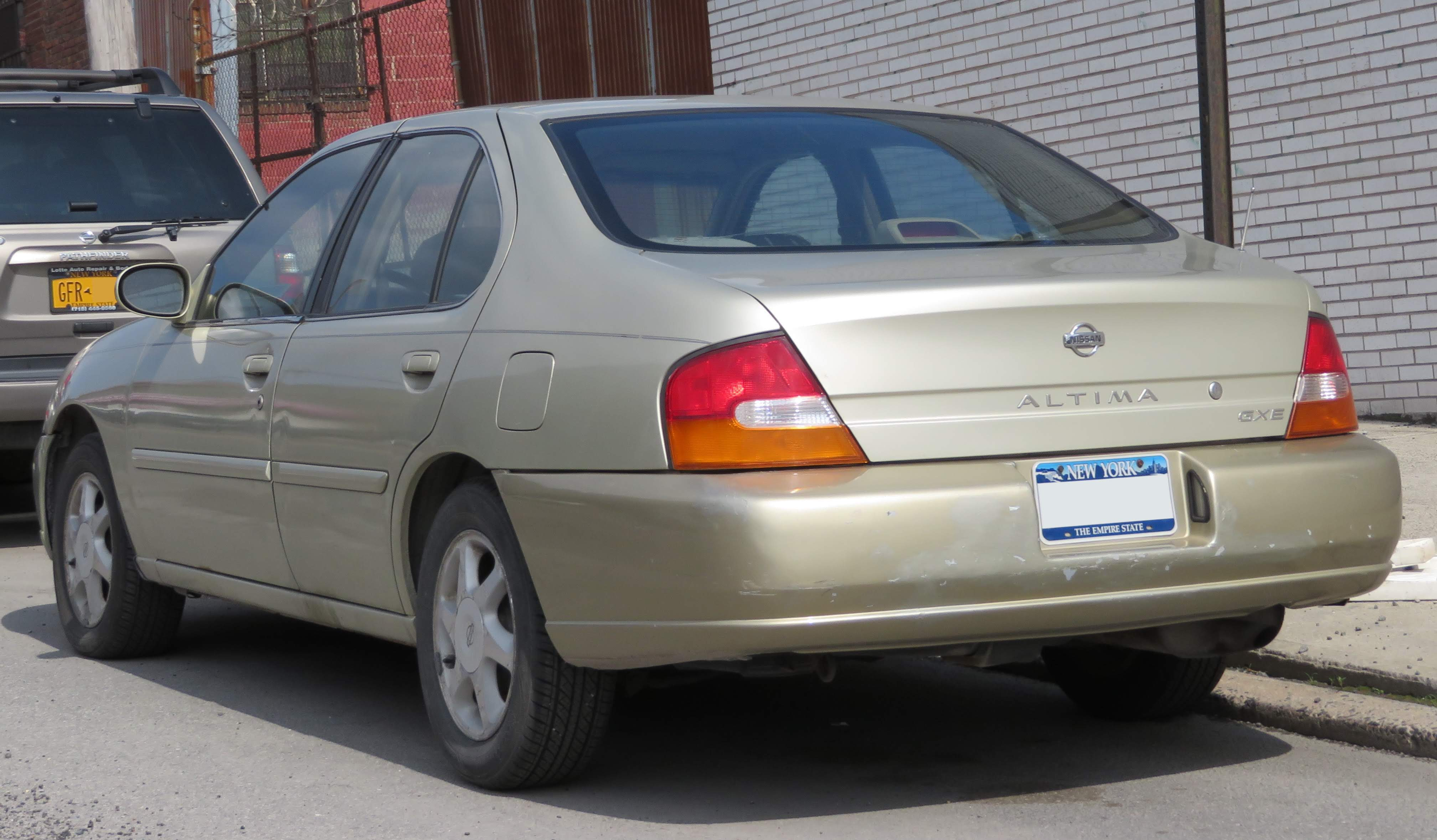
Heckansicht
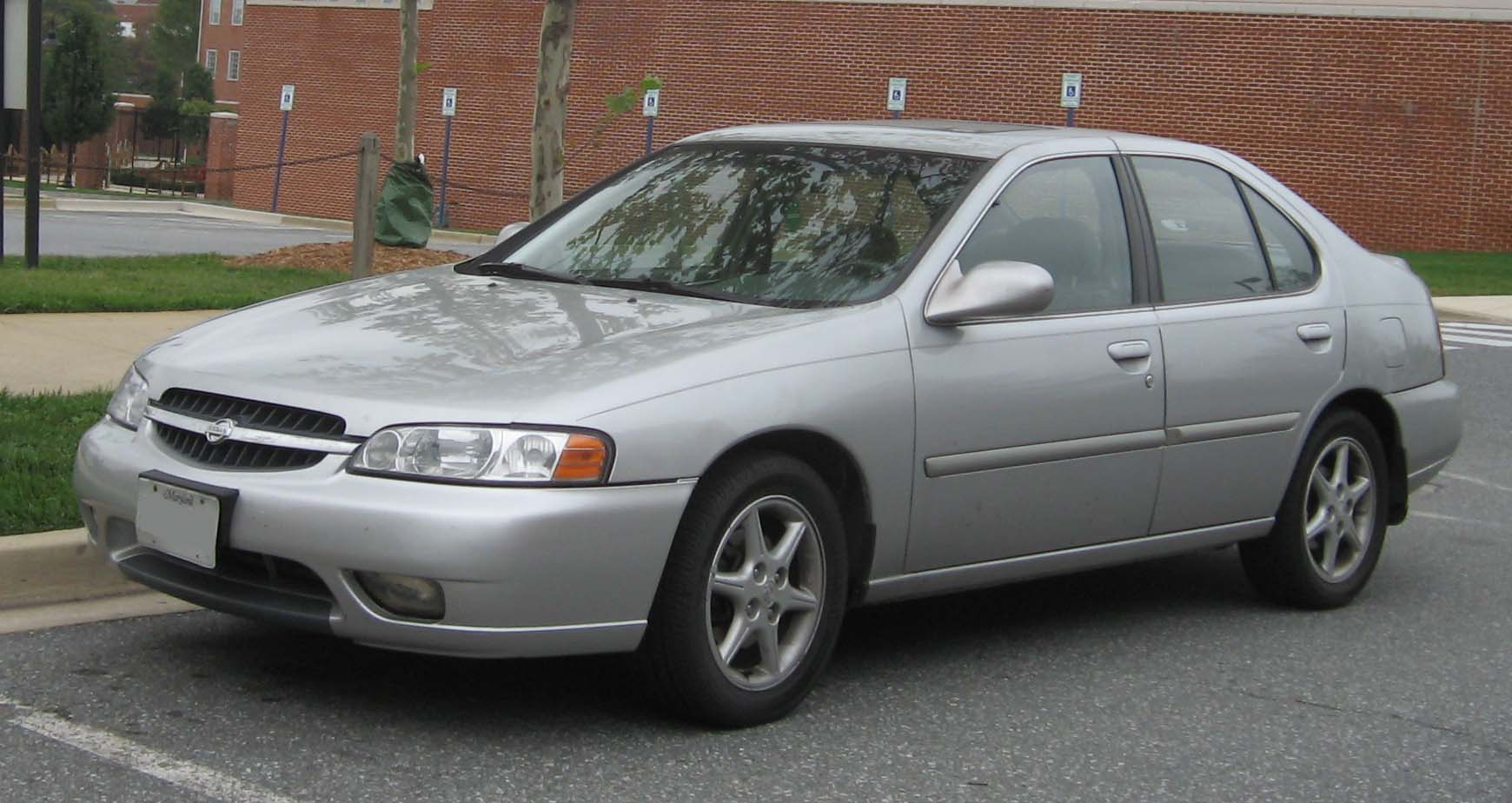
Nissan Altima L30 (2000–2001)
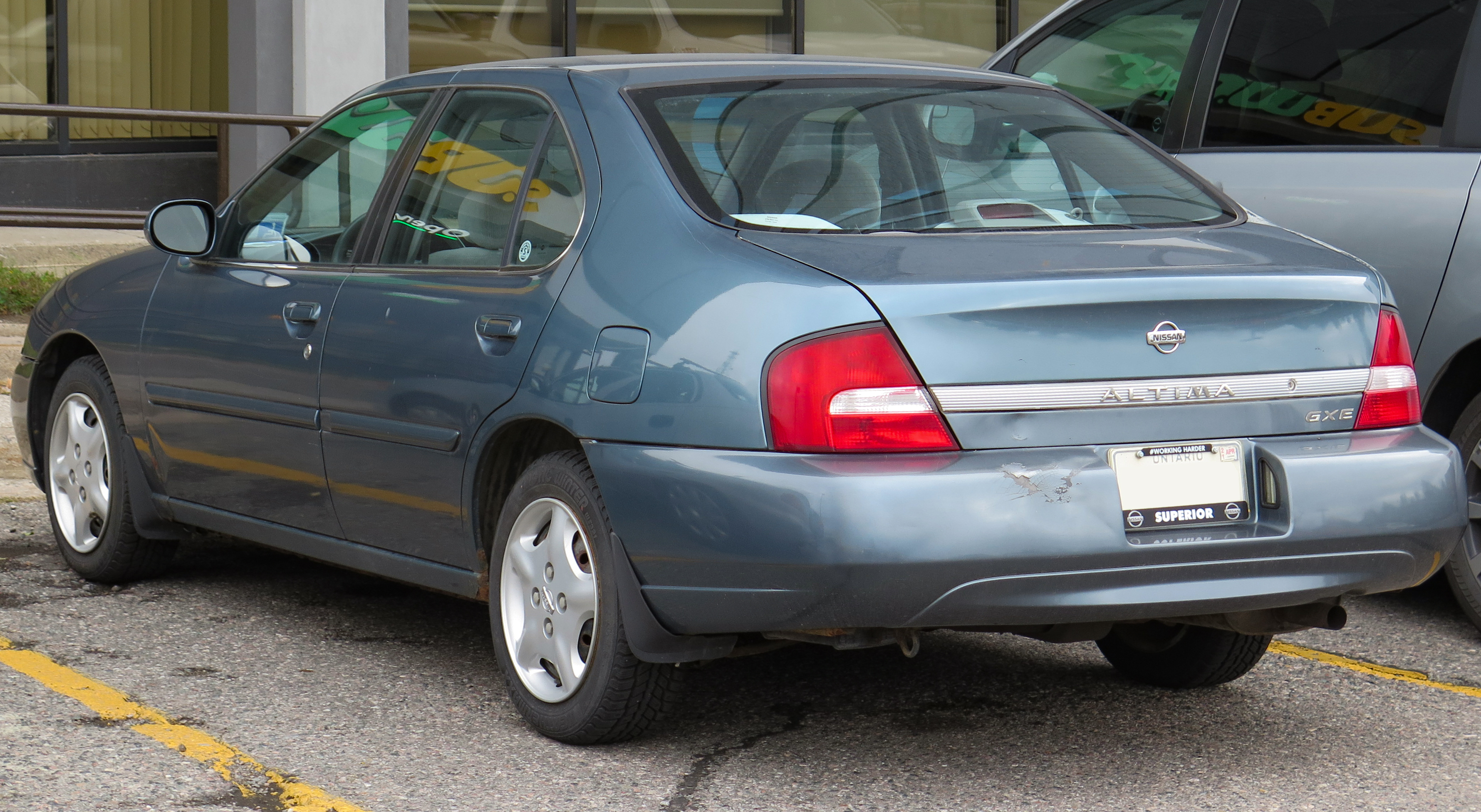
Heckansicht

## Nissan Altima, L31 (2001–2006)
Der dritte Altima rangierte eine Klasse über den Vorgängern. Der Radstand wuchs um fast 20 auf 280, die Länge im selben Maß auf 490 Zentimeter. Angetrieben wurde er von einem 2,5 Liter großen Reihenvierzylinder (130 kW/177 PS) oder einem 3,5-Liter-V6, der 149 kW/243 PS, später bis zu 194 kW/264 PS leistete. Zum Modelljahr 2005 erfolgte ein Facelift und Schalt- wie Automatikgetriebe besaßen nun 6 bzw. 5 Gänge.

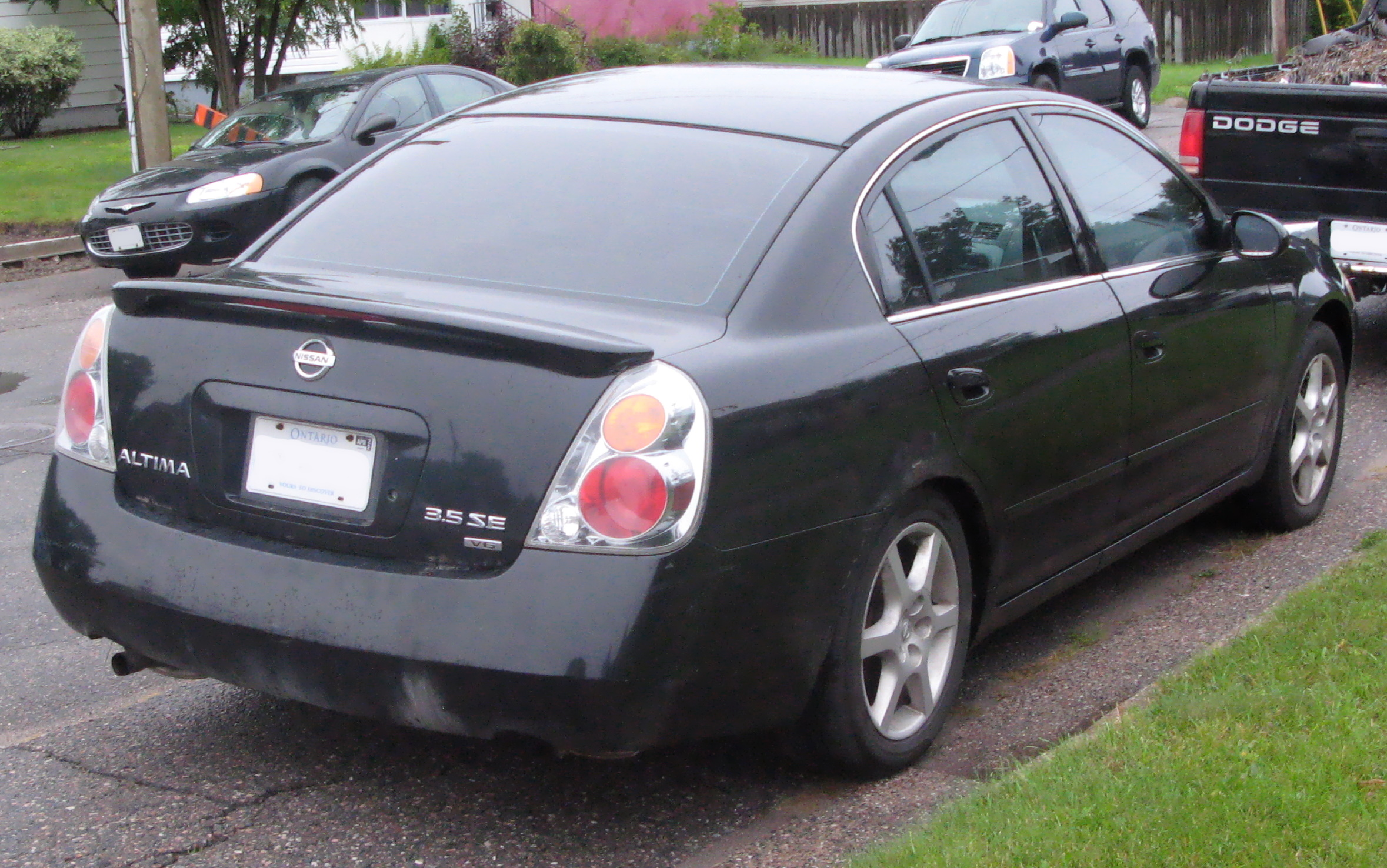
Heckansicht
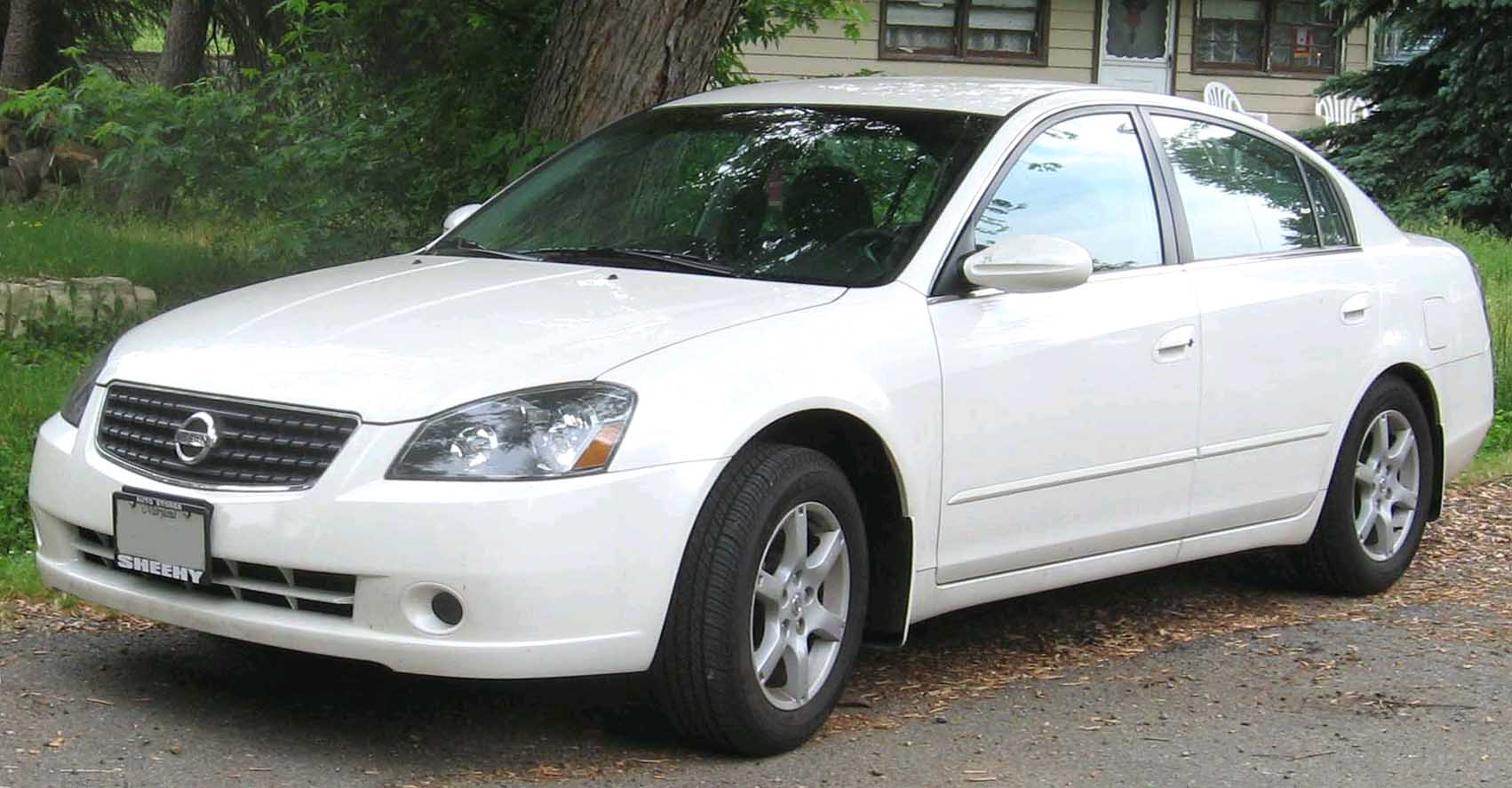
Nissan Altima L31 (2005–2006)
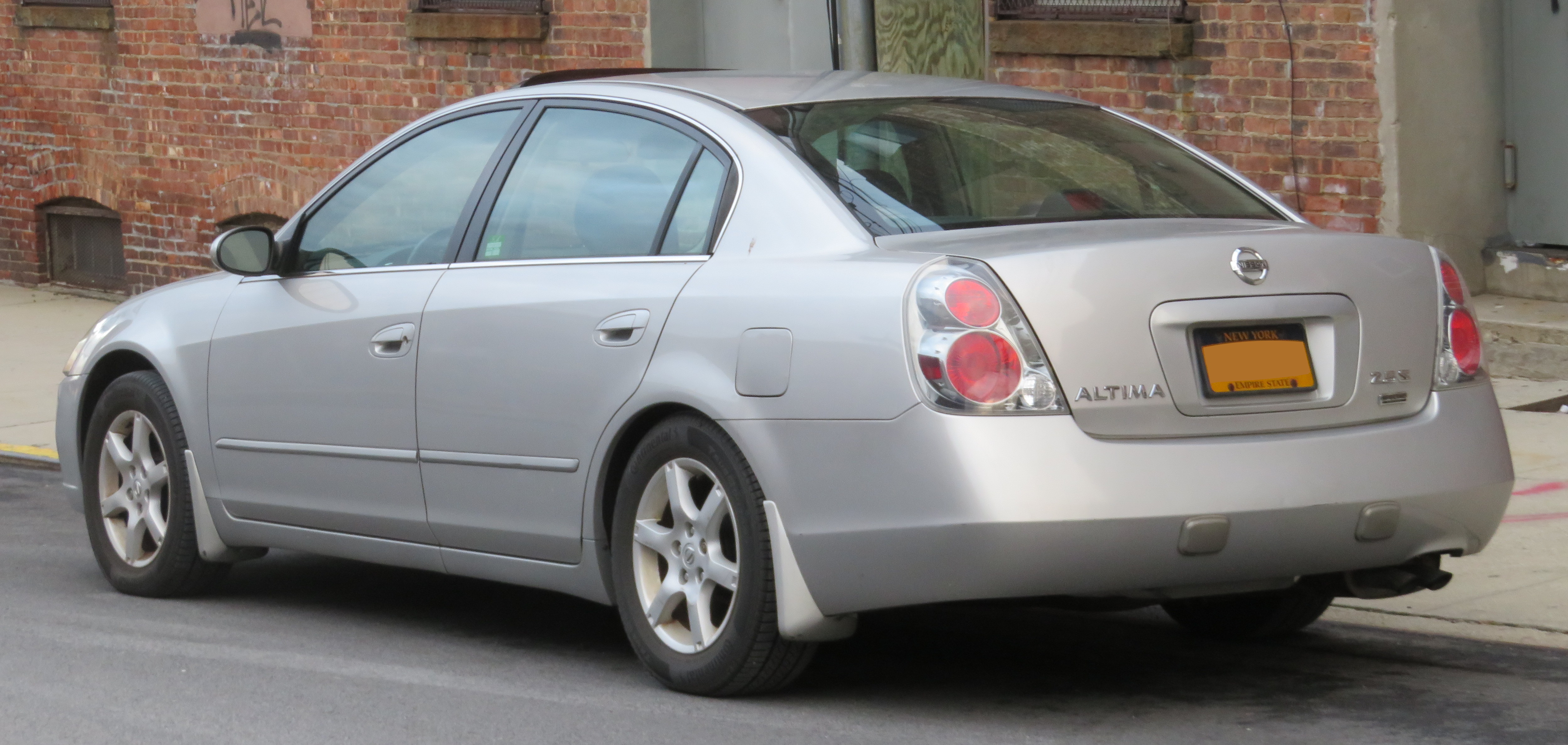
Heckansicht

## Nissan Altima, L32/U32 (2006–2012)

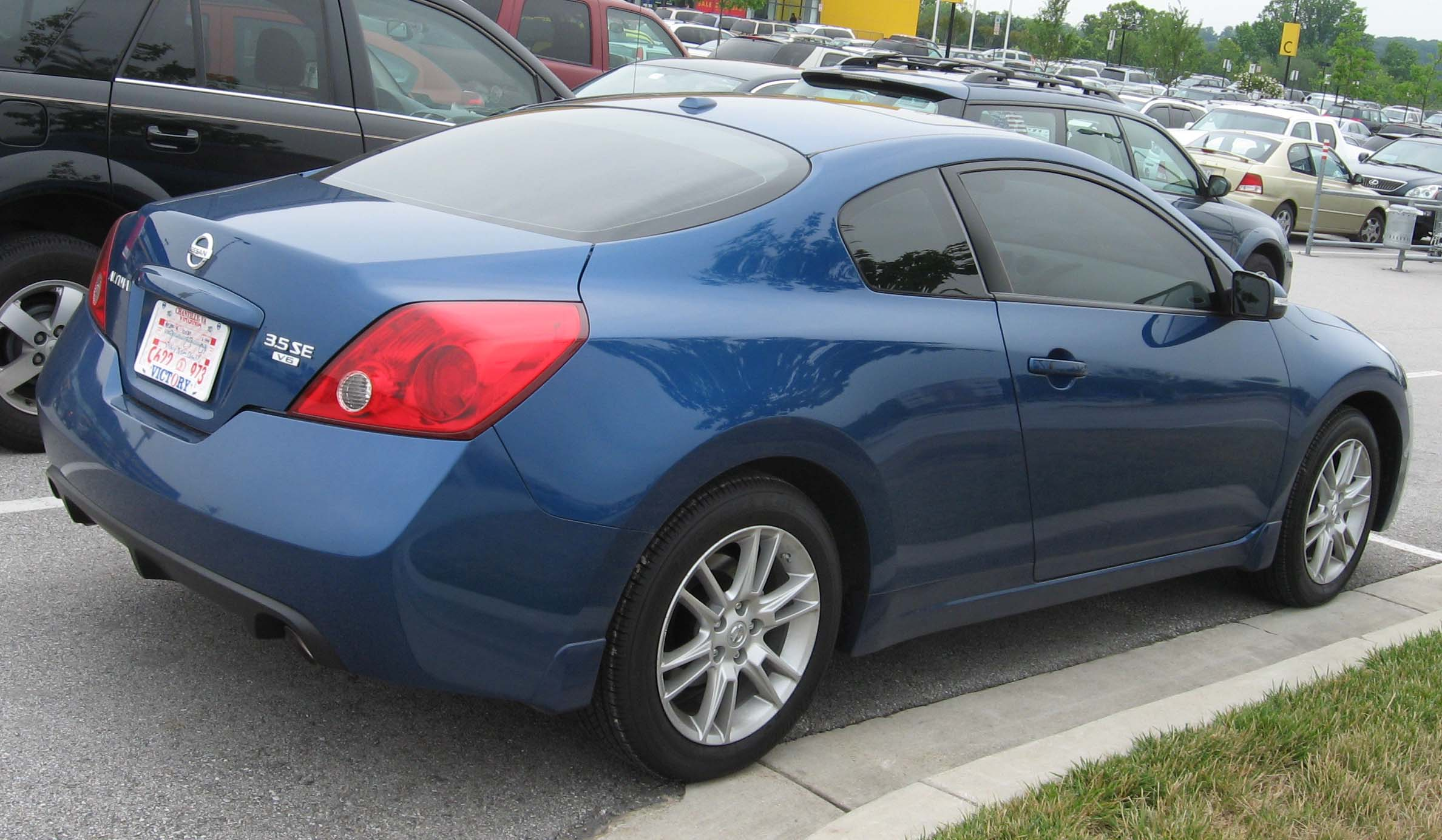
Nissan Altima Coupé U32 (2007–2012)

Der vierte Altima erschien zum Modelljahr 2006 auf einer neuen Plattform. Die Vier- und Sechszylindermaschinen wurden aus dem Vorgänger übernommen, der V6 leistete nun aber 201 kW/273 PS. Serienmäßig war ein Sechsgang-Schaltgetriebe, anstelle der traditionellen Automatik kam eine stufenlose CVT-Automatik zum Einsatz.
Seit 2006 wurde der Altima auch als Hybrid-Fahrzeug mit dem Vierzylindermotor, einem Elektromotor (40hp) und der stufenlosen Automatik angeboten. Verkauft wurde er in den USA nur in bestimmten Staaten: Kalifornien, New York, Massachusetts, Connecticut, Vermont, Oregon, Rhode Island, Maine und New Jersey.
Im Mai 2007 begann die Produktion des Altima Coupé auf verkürztem Radstand (2675 statt 2776 mm) mit der Technik der Limousine.

## Nissan Altima, L33 (2012–2018)

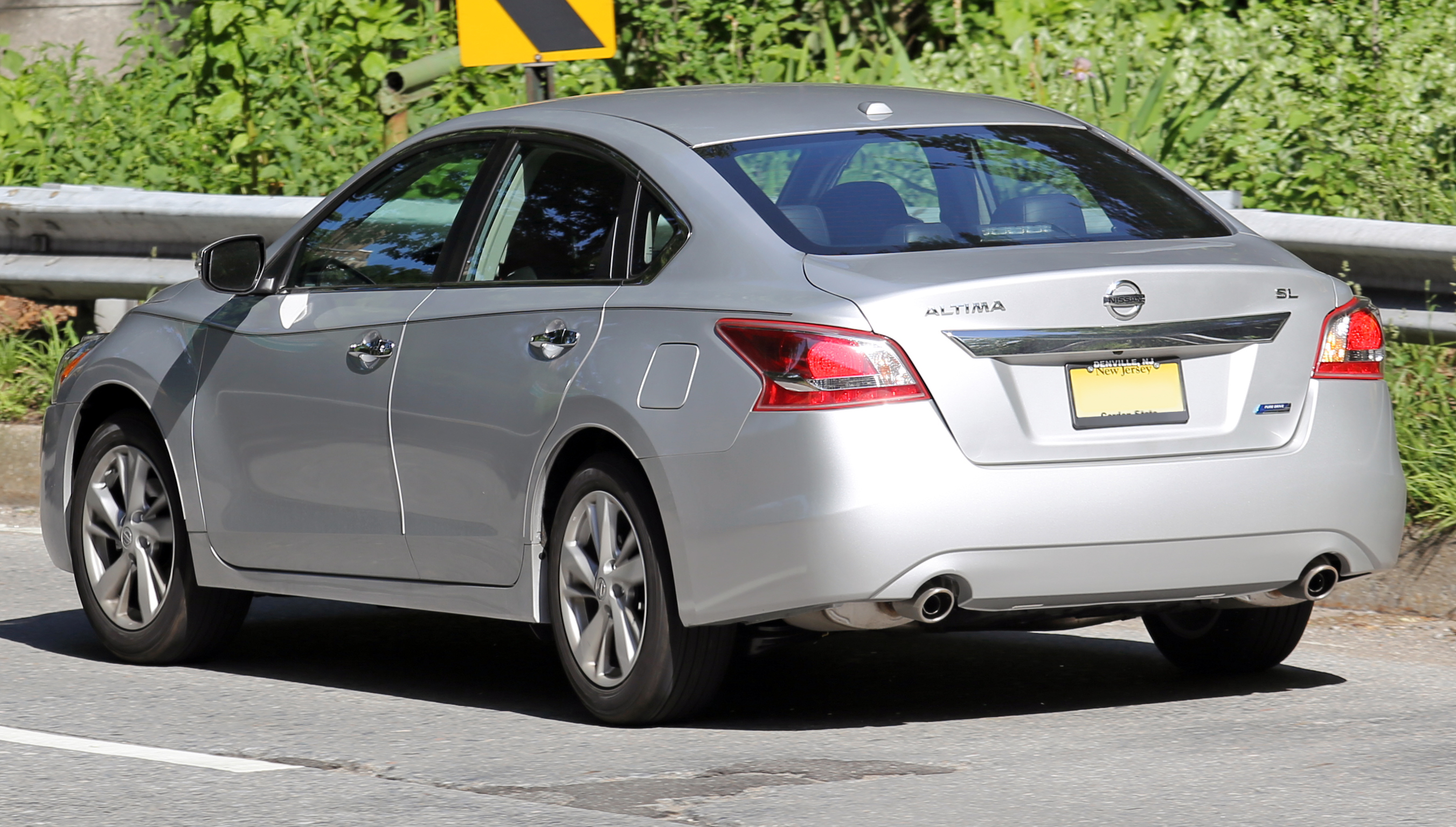
Altima 2.5 SL

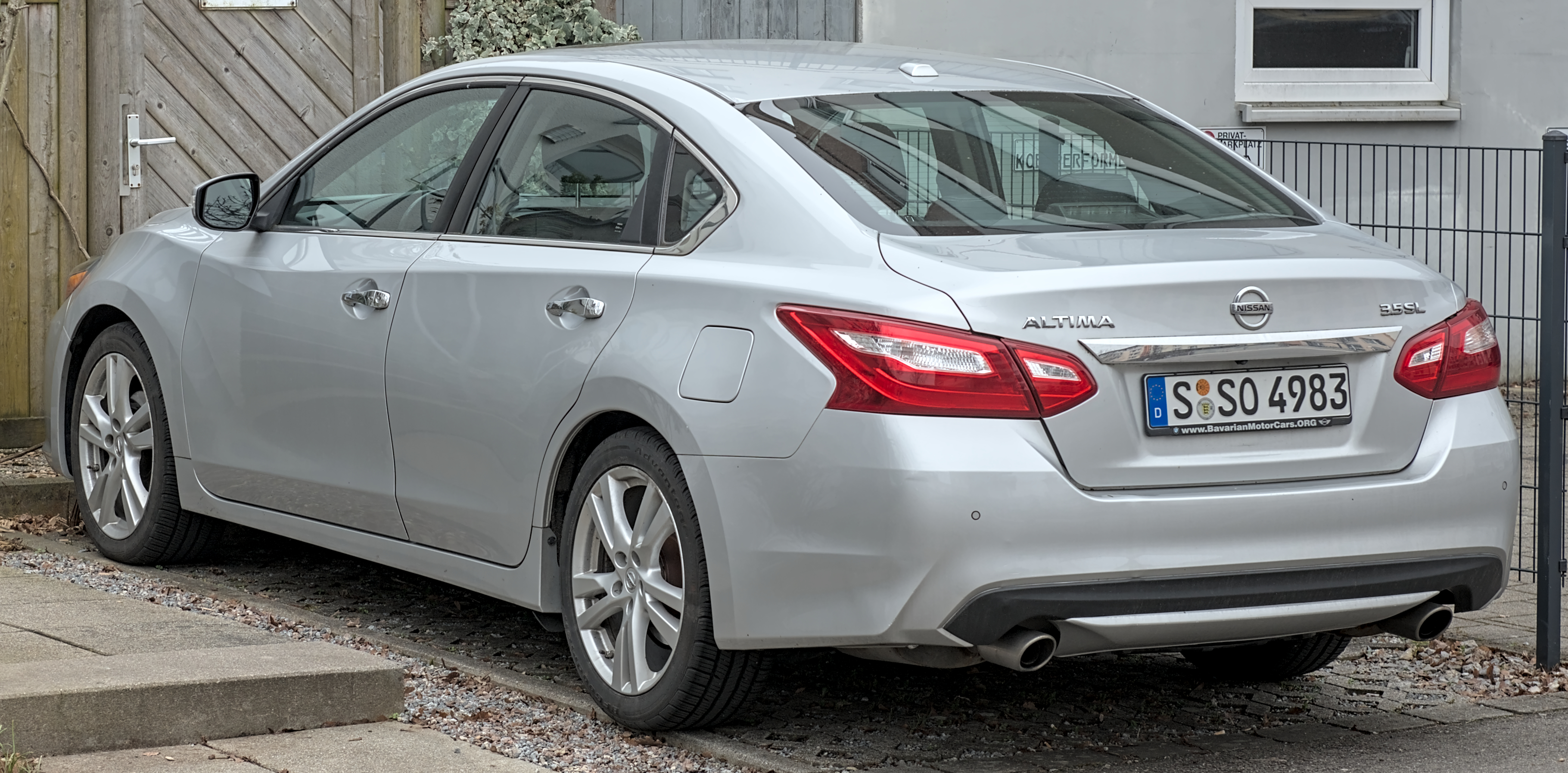
Altima 3.5 SL, Facelift

Der fünfte Altima erschien zum Modelljahr 2013 im Sommer 2012. Wie der Camry ist er mit dem Vierzylindermotor und dem V6 als Spitzenmotorisierung erhältlich. Der 2,5 l-16V-DOHC-Vierzylinder-Basismotor liefert nun 136 kW (185 PS) Leistung und ein Drehmoment von 244 Nm. Der 3,5 l-24V-DOHC-Sechszylindermotor blieb bei 201 kW (273 PS) und 350 Nm. Die meisten mechanischen Komponenten wurden von der vierten Altima-Generation übernommen. Das Styling erinnert an den Maxima.
Trotz der größeren Abmessungen wiegt der neue Altima etwa 55 kg weniger. Damit bleibt er die leichteste Limousine in seiner Klasse, was hauptsächlich auf die Verwendung von Aluminium und hochfestem Stahl in den Bereichen des Kofferraums, der Motorhaube und des Daches zurückzuführen ist. Vorne zeigt der Wagen den gleichen neuen Grill wie der Versa von 2012, aber mit eher rechteckigen Scheinwerfern. Von hinten erinnert er eher an den Maxima.
Nissan bietet den Altima in sieben Ausstattungsvarianten an: 2.5, 2.5 S, 2.5 SV, 2.5 SL, 3.5 S, 3.5 SV und 3.5 SL. Mit der neuen L33-Limousine soll später auch das Coupé weiter angeboten werden, wenn auch nur mit dem 2,5-l-Motor Das manuelle Sechsganggetriebe gibt es für die Limousine nicht mehr, da sich dieses Modell nicht gut verkaufte. Der SL, früher ein Ausstattungspaket für den 2.5 S gilt nun als eigene Ausstattungsvariante.
Die Fertigung des neuen Modells begann im Mai 2012; ab Juni konnten die Wagen in den USA bestellt werden und ab August in Kanada. Auch auf anderen neuen und alten Märkten – vor allen Dingen im Nahen Osten – wird der neue Altima angeboten, auch erstmals in Australien.
Auf einigen Märkten, wie dem japanischen oder dem russischen, wird das Fahrzeug als Nissan Teana verkauft.

## Nissan Altima, L34 (seit 2018)

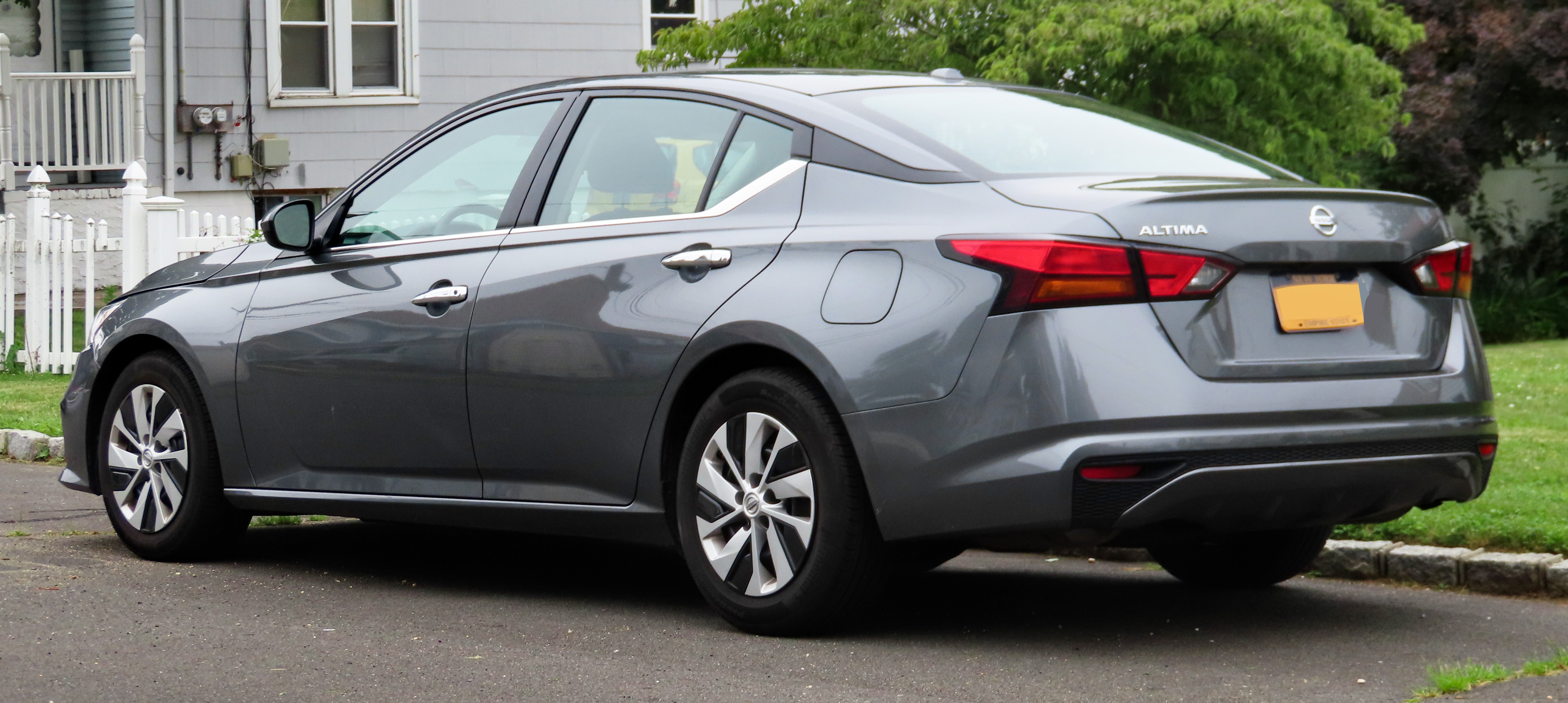
Ansicht von schräg hinten

Die sechste Generation des Altima wurde im April 2018 auf der New York International Auto Show vorgestellt. Gebaut wird das Fahrzeug seit dem 24. August 2018 in Smyrna (Tennessee) und seit dem 27. September 2018 in Canton (Mississippi). Seit Herbst 2018 wird die Limousine in Nordamerika und China verkauft. Eine überarbeitete Version wurde im Juni 2022 vorgestellt.
In Nordamerika wird der Altima von einem 2,5-Liter-Ottomotor mit 140 kW (190 PS) oder einem 2,0-Liter-Ottomotor mit 185 kW (252 PS) angetrieben. Letzterer verfügt über eine variable Verdichtung, die im Bereich zwischen 8:1 und 14:1 variiert. Dabei ändert sich auch der Zylinderhub um bis zu sechs Millimeter, wodurch der Hubraum sich zwischen 1970 und 1997 cm³ verändert. Dieser Motor debütierte 2017 in der zweiten Generation des Infiniti QX50. In China steht statt dem 2,5-Liter-Ottomotor ein weiterer 2,0-Liter-Ottomotor zur Verfügung.

### Technische Daten
|                                             | Altima 2.0 (China)     | Altima 2.0 (China)     | Altima 2.5 (USA)       | Altima 2.0 VC-Turbo (China) | Altima 2.0 VC-Turbo                  |
| Bauzeitraum                                 | seit 07/2020           | 08/2018–07/2020        | seit 08/2018           | seit 07/2020                | 08/2018–08/2024 (China: bis 07/2020) |
| Motorkenndaten                              |                        |                        |                        |                             |                                      |
| Motortyp                                    | R4-Ottomotor           | R4-Ottomotor           | R4-Ottomotor           | R4-Ottomotor                | R4-Ottomotor                         |
| Hubraum                                     | 1997 cm³               | 1997 cm³               | 2488 cm³               | 1970–1997 cm³               | 1970–1997 cm³                        |
| max. Leistung bei min−1                     | 115 kW (156 PS) / 6000 | 117 kW (159 PS) / 6000 | 140 kW (190 PS) / 6000 | 179 kW (243 PS) / 5600      | 185 kW (252 PS) / 5600               |
| max. Drehmoment bei min−1                   | 197 Nm / 4400          | 208 Nm / 4400          | 241 Nm / 3600          | 371 Nm / 4000               | 380 Nm / 4000                        |
| Kraftübertragung                            |                        |                        |                        |                             |                                      |
| Antrieb, serienmäßig                        | Vorderradantrieb       | Vorderradantrieb       | Vorderradantrieb       | Vorderradantrieb            | Vorderradantrieb                     |
| Antrieb, optional                           | —                      | —                      | Allradantrieb          | —                           | —                                    |
| Getriebe, serienmäßig                       | Stufenloses Getriebe   | Stufenloses Getriebe   | Stufenloses Getriebe   | Stufenloses Getriebe        | Stufenloses Getriebe                 |
| Messwerte                                   |                        |                        |                        |                             |                                      |
| Höchstgeschwindigkeit                       | 197 km/h               | 200 km/h               | k. A.                  | 225 km/h                    | 240 km/h                             |
| Beschleunigung, 0–100 km/h                  | 10,6 s                 | 9,8 s                  | k. A.                  | k. A.                       | 6,4 s                                |
| Kraftstoffverbrauch auf 100 km (kombiniert) | 5,9 l Super            | 5,9 l Super            | 8,4 l Super            | 6,6–6,7 l Super             | 6,6–7,6 l Super                      |
| Tankinhalt                                  | 61 l                   | 61 l                   | 61 l                   | 61 l                        | 61 l                                 |